# ماريوس أموندسين
ماريوس أموندسين (بالنرويجية البوكمول: Marius Amundsen)‏ (22 سبتمبر 1992 في النرويج - ) هو لاعب كرة قدم نرويجي في مركز الدفاع. لعب مع نادي ليلستروم وStrømmen IF ‏.

## وصلات خارجية
- ماريوس أموندسين على موقع اتحاد النرويج (النرويجية)
- ماريوس أموندسين على موقع قاعدة بيانات كرة القدم.إي يو (الإنجليزية)
- ماريوس أموندسين على موقع Soccerway.com (الإنجليزية)